# Fajdiga
Fajdiga je priimek v Sloveniji, ki ga je po podatkih Statističnega urada Republike Slovenije na dan 1. januarja 2010 uporabljalo 470 oseb in je med vsemi priimki po pogostosti uporabe uvrščen na 673. mesto.

## Znani nosilci priimka
- Aleš Fajdiga (*1978), hokejist
- Bojana Fajdiga - Fajdana, jamarka
- Božidar Fajdiga (1887—1966), zdravnik, lovec
- Darja Fajdiga (por. Darja Fettich) (1923—1999), zdravnica pediatrinja
- France Fajdiga (1925—2013?), novinar, pisatelj
- Gorazd Fajdiga (*1970), strojnik, lesarski strokovnjak, univ. profesor
- Gvido Fajdiga (1911—2001), agronom, univ. profespr
- Ignacij Fajdiga (1850—1929), šolnik
- Igor Fajdiga, zdravnik otorinolaringolog
- Ivan Fajdiga (1854—1935), pisatelj, narodni delavec
- Jana Trošt (r. Fajdiga), flavtistka
- Lado Fajdiga, partizanski poveljnik
- Lojze Fajdiga (1919—2016), kolesar, športni delavec
- Marijan Fajdiga (1930—2012), dirigent, pianist, skladatelj
- Matija Fajdiga (1941—2022), strojnik, univ. profesor
- Maver Fajdiga (1734—1790), frančiškan, zgodovinar
- Meta Fajdiga (*1991), pianistka
- Mirko Fajdiga (1922—2012), partizan, zgodovinar, muzealec
- Nadja Fajdiga (1926—1989), alpinistka in radiologinja
- Nina Fajdiga (*1979), plesalka, koreografinja
- Pavel (Pablo Juan) Fajdiga (*1954), publicist, pesnik, prevajalec, domoznanec...
- Polona Fajdiga, športna plezalka
- Tjaša Fajdiga, pevka in plesalka v mjuziklih
- Urška Fajdiga, violinistka, nekdanja predsednica Akademskega pevskega zbora Tone Tomšič,
- Vili Fajdiga (1918—1990), "ljudski" glasbenik, pevec s havajsko kitaro, doma iz Trbovelj
- Vilko Fajdiga (1903—1984), teolog, prof. TEOF
- Zdenko Fajdiga, športni novinar, balinar